# Neuraeschna
Neuraeschna is een geslacht van libellen (Odonata) uit de familie van de glazenmakers (Aeshnidae).

## Soorten
Neuraeschna omvat 15 soorten:
- Neuraeschna calverti Kimmins, 1951
- Neuraeschna capillata Machet, 1990
- Neuraeschna claviforcipata Martin, 1909
- Neuraeschna clavulata Machet, 1990
- Neuraeschna cornuta Belle, 1989
- Neuraeschna costalis (Burmeister, 1839)
- Neuraeschna dentigera Martin, 1909
- Neuraeschna harpya Martin, 1909
- Neuraeschna maxima Belle, 1989
- Neuraeschna maya Belle, 1989
- Neuraeschna mayoruna Belle, 1989
- Neuraeschna mina Williamson & Williamson, 1930
- Neuraeschna producta Kimmins, 1935
- Neuraeschna tapajonica Machado, 2002
- Neuraeschna titania Belle, 1989